# Kentaur
Kentauren er et fabeldyr fra den græske mytologi. Det har et menneskes overkrop og hoved og en hests krop. Ofte har den hesteører. De mest kendte kentaurer er Chiron og Nessos.
Kentauren har lagt navn til f.x. en asteroide og et stjernebillede (se Kentauren).
Varianter af kentaurer:
- Den klassiske græske kentaur.
- Hun-kentauren findes, men ses sjældent er afbildet.
- Mennesker med en hestebagkrop fra hofterne. Kendes kun fra nogen få gamle græske vaser og figurer.
- Mennesker med en hestebagkrop i stedet for ben og underkrop. Kendes fra middelalderen. Ikke rigtige kentaurer. Måske misforstået en Onocentaur.
- Onocentaur er en slags æsel-kentaur, med menneske overkrop i stedet for hals og med æselhoved. Kendes fra middelalderen.
- Horsies er næsten som en Onocentaur bare med hestehoved og hale.
- Løve-kentaur fra middelalderen.
- Chakat er et gensplejset fremtidsvæsen, som er opfundet af Bernard Doove i 1995.
En Chakat er en stærk, klog og tvekønnet tiger-kentaur, (eller en anden form for stor katte-kentaur) med et katte lignende hoved.
- Kentaur-former er en stor gruppe fantasivæsner eller uhyrer, som minder lidt om kentaurer. Typisk med fire ben plus to arme. Tilsyneladende er de kun begrænset i udformningen af mangler i den menneskelige fantasi.

## Kentaurer i populærkulturen
- Herkules (film, spil)
- Percy Jackson & lyntyven (film)
- Harry Potter og De Vises Sten (film)
- Harry Potter og De Vises Sten (bog)
- Harry Potter og Fønixordenen (bog)
- Narnia-fortællingerne (bog, film)
  - Narnia: Prins Caspian (film)